# Amycus patellaris
Amycus patellaris är en spindelart som först beskrevs av Lodovico di Caporiacco 1954.  Amycus patellaris ingår i släktet Amycus och familjen hoppspindlar. Inga underarter finns listade i Catalogue of Life.